# فهرست شهرهای آلمان بر پایه جمعیت

این مقاله فهرست شهرهای آلمان بر پایه جمعیت است. در کشور آلمان شهر به طور رسمی به مناطقی با جمعیتی بیش از ۱۰۰٬۰۰۰ نفر گفته می‌شود. در این فهرست پایتخت فدرال با رنگ زرد و پایتخت‌های ایالتی با رنگ آبی نمایش داده شده‌اند.
|  | پایتخت فدرال  |
|  | پایتخت ایالتی |

| ردیف | نام شهر           | جمعیت ۱۹۵۰ | جمعیت ۱۹۶۰ | جمعیت ۱۹۷۰ | جمعیت ۱۹۸۰ | جمعیت ۱۹۹۰ | جمعیت ۲۰۰۰ | جمعیت ۲۰۰۹ | جمعیت ۲۰۱۰ | مساحت [km²] | تراکم به‌ازای km² | رشد [%] (۲۰۰۰– ۲۰۱۰) | پیشی‌گرفتن از ۱۰۰٬۰۰۰ | ایالت (Bundesland) |
| ---- | ----------------- | ---------- | ---------- | ---------- | ---------- | ---------- | ---------- | ---------- | ---------- | ----------- | ---------------- | -------------------- | -------------------- | ------------------ |
| ۱.   | برلین             | ۳٬۳۳۶٬۰۲۶  | ۳٬۲۷۴٬۰۱۶  | ۳٬۲۰۸٬۷۱۹  | ۳٬۰۴۸٬۷۵۹  | ۳٬۴۳۳٬۶۹۵  | ۳٬۳۸۲٬۱۶۹  | ۳٬۴۴۲٬۶۷۵  | ۳٬۴۶۰٬۷۲۵  | ۸۸۷٬۷۰      | ۳٬۸۹۹            | ۲٫۳۲                 | ۱۷۴۷                 | برلین              |
| ۲.   | هامبورگ           | ۱٬۶۰۵٬۶۰۶  | ۱٬۸۳۶٬۹۵۸  | ۱٬۷۹۳٬۶۴۰  | ۱٬۶۴۵٬۰۹۵  | ۱٬۶۵۲٬۳۶۳  | ۱٬۷۱۵٬۳۹۲  | ۱٬۷۷۴٬۲۲۴  | ۱٬۷۸۶٬۴۴۸  | ۷۵۵٬۱۶      | ۲٬۳۶۶            | ۴٫۱۴                 | ۱۷۸۷                 | هامبورگ            |
| ۳.   | مونیخ             | ۸۳۱٬۹۳۷    | ۱٬۱۰۱٬۳۸۴  | ۱٬۳۱۱٬۹۷۸  | ۱٬۲۹۸٬۹۴۱  | ۱٬۲۲۹٬۰۲۶  | ۱٬۲۱۰٬۲۲۳  | ۱٬۳۳۰٬۴۴۰  | ۱٬۳۵۳٬۱۸۶  | ۳۱۰٬۶۹      | ۴٬۳۵۵            | ۱۱٫۸۱                | ۱۸۵۲                 | بایرن              |
| ۴.   | کلن               | ۵۹۴٬۹۴۱    | ۸۰۱٬۱۴۲    | ۸۴۹٬۴۵۱    | ۹۷۶٬۶۹۴    | ۹۵۳٬۵۵۱    | ۹۶۲٬۸۸۴    | ۹۹۸٬۱۰۵    | ۱٬۰۰۷٬۱۱۹  | ۴۰۵٬۱۷      | ۲٬۴۸۶            | ۴٫۵۹                 | ۱۸۵۲                 | نوردراین-وستفالن   |
| ۵.   | فرانکفورت آم ماین | ۵۳۲٬۰۳۷    | ۶۷۵٬۰۰۹    | ۶۶۶٬۱۷۹    | ۶۲۹٬۳۷۵    | ۶۴۴٬۸۶۵    | ۶۴۸٬۵۵۰    | ۶۷۱٬۹۲۷    | ۶۷۹٬۶۶۴    | ۲۴۸٬۳۱      | ۲٬۷۳۷            | ۴٫۸۰                 | ۱۸۷۵                 | هسن                |
| ۶.   | اشتوتگارت         | ۴۹۶٬۴۹۰    | ۶۳۷٬۳۶۶    | ۶۳۴٬۲۰۲    | ۵۸۰٬۶۴۸    | ۵۷۹٬۹۸۸    | ۵۸۳٬۸۷۴    | ۶۰۱٬۶۴۶    | ۶۰۶٬۵۸۸    | ۲۰۷٬۳۵      | ۲٬۹۲۵            | ۳٫۸۹                 | ۱۸۷۴                 | بادن-وورتمبرگ      |
| ۷.   | دوسلدورف          | ۵۰۰٬۵۱۶    | ۶۹۷٬۸۹۱    | ۶۶۰٬۹۶۳    | ۵۹۰٬۴۷۹    | ۵۷۵٬۷۹۴    | ۵۶۹٬۳۶۴    | ۵۸۶٬۲۱۷    | ۵۸۸٬۷۳۵    | ۲۱۷٬۲۲      | ۲٬۷۱۰            | ۳٫۴۰                 | ۱۸۸۲                 | نوردراین-وستفالن   |
| ۸.   | دورتموند          | ۵۰۷٬۳۴۹    | ۶۴۰٬۸۰۲    | ۶۴۰٬۶۴۲    | ۶۰۸٬۲۹۷    | ۵۹۹٬۰۵۵    | ۵۸۸٬۹۹۴    | ۵۸۱٬۳۰۸    | ۵۸۰٬۴۴۴    | ۲۸۰٬۷۱      | ۲٬۰۶۸            | −۱٫۴۵                | ۱۸۹۴                 | نوردراین-وستفالن   |
| ۹.   | اسن               | ۶۰۵٬۴۱۱    | ۷۲۹٬۴۶۲    | ۶۹۶٬۴۱۹    | ۶۴۷٬۶۴۳    | ۶۲۶٬۹۷۳    | ۵۹۵٬۲۴۳    | ۵۷۶٬۲۵۹    | ۵۷۴٬۶۳۵    | ۲۱۰٬۳۲      | ۲٬۷۳۲            | −۳٫۴۶                | ۱۸۹۶                 | نوردراین-وستفالن   |
| ۱۰.  | برمن              | ۴۴۴٬۵۴۹    | ۵۶۳٬۲۷۰    | ۵۹۲٬۵۳۳    | ۵۵۵٬۱۱۸    | ۵۵۱٬۲۱۹    | ۵۳۹٬۴۰۳    | ۵۴۷٬۶۸۵    | ۵۴۷٬۳۴۰    | ۳۲۵٬۴۲      | ۱٬۶۸۲            | ۱٫۴۷                 | ۱۸۷۵                 | برمن (ایالت)       |
| ۱۱.  | درسدن             | ۴۹۴٬۱۸۷    | ۴۹۳٬۶۰۳    | ۵۰۲٬۴۳۲    | ۵۱۶٬۲۲۵    | ۴۹۰٬۵۷۱    | ۴۷۷٬۸۰۷    | ۵۱۷٬۰۵۲    | ۵۲۳٬۰۵۸    | ۳۲۸٬۳۱      | ۱٬۵۹۳            | ۹٫۴۷                 | ۱۸۵۲                 | زاکسن              |
| ۱۲.  | لایپزیگ           | ۶۱۷٬۵۷۴    | ۵۸۹٬۶۳۲    | ۵۸۳٬۸۸۵    | ۵۶۲٬۴۸۰    | ۵۱۱٬۰۷۹    | ۴۹۳٬۲۰۸    | ۵۱۸٬۸۶۲    | ۵۲۲٬۸۸۳    | ۲۹۷٬۳۶      | ۱٬۷۵۸            | ۶٫۰۲                 | ۱۸۷۱                 | زاکسن              |
| ۱۳.  | هانوفر            | ۴۴۴٬۲۹۶    | ۵۷۴٬۶۷۲    | ۵۲۱٬۰۰۳    | ۵۳۴٬۶۲۳    | ۵۱۳٬۰۱۰    | ۵۱۵٬۰۰۱    | ۵۲۰٬۹۶۶    | ۵۲۲٬۶۸۶    | ۲۰۴٬۱۴      | ۲٬۵۶۰            | ۱٫۴۹                 | ۱۸۷۵                 | نیدرزاکسن          |
| ۱۴.  | نورنبرگ           | ۳۶۲٬۴۵۹    | ۴۵۸٬۴۰۱    | ۴۷۸٬۱۸۱    | ۴۸۴٬۴۰۵    | ۴۹۳٬۶۹۲    | ۴۸۸٬۴۰۰    | ۵۰۳٬۶۷۳    | ۵۰۵٬۶۶۴    | ۱۸۶٬۳۸      | ۲٬۷۱۳            | ۳٫۵۳                 | ۱۸۸۱                 | بایرن              |
| ۱۵.  | دویسبورگ          | ۴۱۰٬۷۸۳    | ۵۰۳٬۶۴۱    | ۴۵۲٬۷۲۱    | ۵۵۸٬۰۸۹    | ۵۳۵٬۴۴۷    | ۵۱۴٬۹۱۵    | ۴۹۱٬۹۳۱    | ۴۸۹٬۵۹۹    | ۲۳۲٬۸۳      | ۲٬۱۰۳            | −۴٫۹۲                | ۱۹۰۴                 | نوردراین-وستفالن   |
| ۱۶.  | بوخوم             | ۲۸۹٬۸۰۴    | ۳۶۲٬۴۹۰    | ۳۴۳٬۸۰۹    | ۴۰۰٬۷۵۷    | ۳۹۶٬۴۸۶    | ۳۹۱٬۱۴۷    | ۳۷۶٬۳۱۹    | ۳۷۴٬۷۳۷    | ۱۴۵٬۶۶      | ۲٬۵۷۳            | −۴٫۲۰                | ۱۹۰۴                 | نوردراین-وستفالن   |
| ۱۷.  | ووپرتال           | ۳۶۳٬۲۲۴    | ۴۲۱٬۳۷۸    | ۴۱۷٬۶۹۴    | ۳۹۳٬۳۸۱    | ۳۸۳٬۶۶۰    | ۳۶۶٬۴۳۴    | ۳۵۱٬۰۵۰    | ۳۴۹٬۷۲۱    | ۱۶۸٬۳۹      | ۲٬۰۷۷            | −۴٫۵۶                | ۱۸۸۴                 | نوردراین-وستفالن   |
| ۱۸.  | بن                | ۱۱۵٬۳۹۴    | ۱۴۶٬۸۸۹    | ۲۷۵٬۷۲۲    | ۲۸۸٬۱۴۸    | ۲۹۲٬۲۳۴    | ۳۰۲٬۲۴۷    | ۳۱۹٬۸۴۱    | ۳۲۴٬۸۹۹    | ۱۴۱٬۲۲      | ۲٬۳۰۱            | ۷٫۴۹                 | ۱۹۳۴                 | نوردراین-وستفالن   |
| ۱۹.  | بیله‌فلد           | ۱۵۳٬۶۱۳    | ۱۷۴٬۵۲۷    | ۱۶۸٬۶۰۹    | ۳۱۲٬۷۰۸    | ۳۱۹٬۰۳۷    | ۳۲۱٬۷۵۸    | ۳۲۳٬۰۸۴    | ۳۲۳٬۲۷۰    | ۲۵۷٬۹۲      | ۱٬۲۵۳            | ۰٫۴۷                 | ۱۹۳۰                 | نوردراین-وستفالن   |
| ۲۰.  | مانهایم           | ۲۴۵٬۶۳۴    | ۳۱۱٬۳۸۳    | ۳۳۲٬۳۷۸    | ۳۰۴٬۳۰۳    | ۳۱۰٬۴۱۱    | ۳۰۶٬۷۲۹    | ۳۱۱٬۹۶۹    | ۳۱۳٬۱۷۴    | ۱۴۴٬۹۶      | ۲٬۱۶۰            | ۲٫۱۰                 | ۱۸۹۷                 | بادن-وورتمبرگ      |
| ۲۱.  | کارلسروهه         | ۱۹۸٬۸۴۰    | ۲۴۰٬۴۵۰    | ۲۵۹٬۰۹۱    | ۲۷۱٬۸۹۲    | ۲۷۵٬۰۶۱    | ۲۷۸٬۵۵۸    | ۲۹۱٬۹۵۹    | ۲۹۴٬۷۶۱    | ۱۷۳٬۴۶      | ۱٬۶۹۹            | ۵٫۸۲                 | ۱۹۰۱                 | بادن-وورتمبرگ      |
| ۲۲.  | مونستر            | ۱۱۸٬۴۹۶    | ۱۸۰٬۸۷۱    | ۱۹۸٬۸۷۸    | ۲۶۹٬۶۹۶    | ۲۵۹٬۴۳۸    | ۲۶۵٬۶۰۹    | ۲۷۵٬۵۴۳    | ۲۷۹٬۸۰۳    | ۳۰۲٬۹۶      | ۹۲۴              | ۵٫۳۴                 | ۱۹۱۵                 | نوردراین-وستفالن   |
| ۲۳.  | ویسبادن           | ۲۲۰٬۷۴۱    | ۲۵۷٬۲۹۳    | ۲۵۰٬۷۱۵    | ۲۷۴٬۴۶۴    | ۲۶۰٬۳۰۱    | ۲۷۰٬۱۰۹    | ۲۷۷٬۴۹۳    | ۲۷۵٬۹۷۶    | ۲۰۳٬۹۳      | ۱٬۳۵۳            | ۲٫۱۷                 | ۱۹۰۵                 | هسن                |
| ۲۴.  | آوگسبورگ          | ۱۸۵٬۱۸۳    | ۲۰۶٬۴۲۲    | ۲۱۳٬۲۳۰    | ۲۴۸٬۳۴۶    | ۲۵۶٬۸۷۷    | ۲۵۴٬۹۸۲    | ۲۶۳٬۶۴۶    | ۲۶۴٬۷۰۸    | ۱۴۶٬۸۴      | ۱٬۸۰۳            | ۳٫۸۱                 | ۱۹۰۹                 | بایرن              |
| ۲۵.  | آخن               | ۱۲۹٬۸۱۱    | ۱۷۰٬۳۶۷    | ۱۷۵٬۴۵۱    | ۲۴۳٬۹۴۷    | ۲۴۱٬۸۶۱    | ۲۴۴٬۳۸۶    | ۲۵۸٬۳۸۰    | ۲۵۸٬۶۶۴    | ۱۶۰٬۸۴      | ۱٬۶۰۸            | ۵٫۸۴                 | ۱۸۸۸                 | نوردراین-وستفالن   |
| ۲۶.  | مونشن‌گلادباخ      | ۱۲۴٬۸۷۹    | ۱۵۲٬۴۱۴    | ۱۵۱٬۰۸۵    | ۲۵۸٬۴۲۴    | ۲۵۹٬۴۳۶    | ۲۶۳٬۰۱۴    | ۲۵۸٬۲۵۱    | ۲۵۷٬۹۹۳    | ۱۷۰٬۴۵      | ۱٬۵۱۴            | −۱٫۹۱                | ۱۹۲۱                 | نوردراین-وستفالن   |
| ۲۷.  | گلزنکیرشن         | ۳۱۵٬۴۶۰    | ۳۸۸٬۶۰۸    | ۳۴۷٬۰۷۴    | ۳۰۴٬۳۸۶    | ۲۹۳٬۷۱۴    | ۲۷۸٬۶۹۵    | ۲۵۹٬۷۴۴    | ۲۵۷٬۹۸۱    | ۱۰۴٬۹۴      | ۲٬۴۵۸            | −۷٫۴۳                | ۱۹۰۳                 | نوردراین-وستفالن   |
| ۲۸.  | براونشوایگ        | ۲۲۳٬۷۶۰    | ۲۴۲٬۴۸۹    | ۲۲۳٬۲۷۵    | ۲۶۱٬۱۴۱    | ۲۵۸٬۸۳۳    | ۲۴۵٬۸۱۶    | ۲۴۷٬۴۰۰    | ۲۴۸٬۸۶۷    | ۱۹۲٬۱۵      | ۱٬۲۹۵            | ۱٫۲۴                 | ۱۸۹۰                 | نیدرزاکسن          |
| ۲۹.  | کمنیتز            | ۲۹۳٬۳۷۳    | ۲۸۶٬۳۲۹    | ۲۹۹٬۴۱۱    | ۳۱۷٬۶۴۴    | ۲۹۴٬۲۴۴    | ۲۵۹٬۲۴۶    | ۲۴۳٬۰۸۹    | ۲۴۳٬۲۴۸    | ۲۲۰٬۸۴      | ۱٬۱۰۱            | −۶٫۱۷                | ۱۸۸۳                 | زاکسن              |
| ۳۰.  | كيل               | ۲۵۴٬۴۴۹    | ۲۷۱٬۶۱۰    | ۲۷۱٬۰۷۰    | ۲۵۰٬۰۶۲    | ۲۴۵٬۵۶۷    | ۲۳۲٬۶۱۲    | ۲۳۸٬۲۸۱    | ۲۳۹٬۵۲۶    | ۱۱۸٬۶۵      | ۲٬۰۱۹            | ۲٫۹۷                 | ۱۸۹۸                 | شلسویگ-هولشتاین    |
| ۳۱.  | کرفلد             | ۱۷۱٬۸۷۵    | ۲۱۱٬۴۷۹    | ۲۲۲٬۶۶۶    | ۲۲۳٬۹۶۹    | ۲۴۴٬۰۲۰    | ۲۳۹٬۹۱۶    | ۲۳۵٬۴۱۴    | ۲۳۵٬۰۷۶    | ۱۳۷٬۷۵      | ۱٬۷۰۷            | −۲٫۰۲                | ۱۸۸۸                 | نوردراین-وستفالن   |
| ۳۲.  | هاله              | ۲۸۹٬۱۱۹    | ۲۷۷٬۸۵۵    | ۲۵۷٬۲۶۱    | ۲۳۲٬۲۹۴    | ۳۱۰٬۲۳۴    | ۲۴۷٬۷۳۶    | ۲۳۲٬۳۲۳    | ۲۳۲٬۹۶۳    | ۱۳۵٬۰۲      | ۱٬۷۲۵            | −۵٫۹۶                | ۱۸۹۰                 | زاکسن-آنهالت       |
| ۳۳.  | ماگدبورگ          | ۲۶۰٬۳۰۵    | ۲۶۱٬۵۹۴    | ۲۷۲٬۲۳۷    | ۲۸۹٬۰۳۲    | ۲۷۸٬۸۰۷    | ۲۳۱٬۴۵۰    | ۲۳۰٬۴۵۶    | ۲۳۱٬۵۴۹    | ۲۰۰٬۹۹      | ۱٬۱۵۲            | ۰٫۰۴                 | ۱۸۸۲                 | زاکسن-آنهالت       |
| ۳۴.  | فرایبورگ          | ۱۰۹٬۷۱۷    | ۱۴۱٬۶۳۷    | ۱۶۳٬۵۶۸    | ۱۷۵٬۱۰۶    | ۱۹۱٬۰۲۹    | ۲۰۵٬۱۰۲    | ۲۲۱٬۹۲۴    | ۲۲۴٬۱۹۱    | ۱۵۳٬۰۶      | ۱٬۴۶۵            | ۹٫۳۱                 | ۱۹۳۴                 | بادن-وورتمبرگ      |
| ۳۵.  | اوبرهاوزن         | ۲۰۲٬۸۰۸    | ۲۵۸٬۶۲۶    | ۲۴۶٬۱۹۹    | ۲۲۸٬۹۴۷    | ۲۲۳٬۸۴۰    | ۲۲۲٬۱۵۱    | ۲۱۴٬۰۲۴    | ۲۱۲٬۹۴۵    | ۷۷٬۱۱       | ۲٬۷۶۲            | −۴٫۱۴                | ۱۹۱۴                 | نوردراین-وستفالن   |
| ۳۶.  | لوبک              | ۲۳۸٬۲۷۶    | ۲۳۲٬۱۴۰    | ۲۳۹٬۹۵۵    | ۲۲۰٬۵۸۸    | ۲۱۴٬۷۵۸    | ۲۱۳٬۳۹۹    | ۲۰۹٬۸۱۸    | ۲۱۰٬۲۳۲    | ۲۱۴٬۲۱      | ۹۸۱              | −۱٫۴۸                | ۱۹۱۲                 | شلسویگ-هولشتاین    |
| ۳۷.  | ارفورت            | ۱۸۸٬۶۵۰    | ۱۸۶٬۴۴۸    | ۱۹۶٬۵۲۸    | ۲۱۱٬۵۷۵    | ۲۰۸٬۹۸۹    | ۲۰۰٬۵۶۴    | ۲۰۳٬۸۳۰    | ۲۰۴٬۹۹۴    | ۲۶۹٬۱۴      | ۷۶۲              | ۲٫۲۱                 | ۱۹۰۶                 | تورینگن            |
| ۳۸.  | روستوک            | ۱۳۳٬۱۰۹    | ۱۵۸٬۶۳۰    | ۱۹۸٬۶۳۶    | ۲۳۲٬۵۰۶    | ۲۴۸٬۰۸۸    | ۲۰۰٬۵۰۶    | ۲۰۱٬۴۴۲    | ۲۰۲٬۷۳۵    | ۱۸۱٬۲۶      | ۱٬۱۱۸            | ۱٫۱۱                 | ۱۹۳۵                 | مکلنبورگ-فورپومرن  |
| ۳۹.  | ماینتس            | ۸۸٬۳۶۹     | ۱۳۳٬۰۸۹    | ۱۷۴٬۸۵۸    | ۱۸۷٬۳۹۲    | ۱۷۹٬۴۸۶    | ۱۸۲٬۸۷۰    | ۱۹۷٬۷۷۸    | ۱۹۹٬۲۳۷    | ۹۷٬۷۴       | ۲٬۰۳۸            | ۸٫۹۵                 | ۱۹۰۸                 | راینلاند فالتس     |
| ۴۰.  | کاسل              | ۱۶۲٬۱۳۲    | ۲۰۶٬۳۵۴    | ۲۱۴٬۷۸۵    | ۱۹۵٬۹۱۲    | ۱۹۴٬۲۶۸    | ۱۹۴٬۷۶۶    | ۱۹۴٬۷۷۴    | ۱۹۵٬۵۳۰    | ۱۰۶٬۷۸      | ۱٬۸۳۱            | ۰٫۳۹                 | ۱۸۹۹                 | هسن                |
| ۴۱.  | هاگن              | ۱۴۶٬۴۰۱    | ۱۹۵٬۵۰۰    | ۲۰۱٬۰۴۲    | ۲۱۸٬۹۲۷    | ۲۱۴٬۴۴۹    | ۲۰۳٬۱۵۱    | ۱۹۰٬۱۲۱    | ۱۸۸٬۵۲۹    | ۱۶۰٬۳۵      | ۱٬۱۷۶            | −۷٫۲۰                | ۱۹۲۸                 | نوردراین-وستفالن   |
| ۴۲.  | هام               | ۵۹٬۸۶۶     | ۶۸٬۷۷۵     | ۸۴٬۶۲۹     | ۱۷۱٬۸۶۹    | ۱۷۹٬۶۳۹    | ۱۸۲٬۴۲۷    | ۱۸۱٬۷۴۱    | ۱۸۱٬۷۸۳    | ۲۲۶٬۲۵      | ۸۰۳              | −۰٫۳۵                | ۱۹۷۵                 | نوردراین-وستفالن   |
| ۴۳.  | زاربروکن          | ۱۱۱٬۴۵۰    | ۱۲۹٬۸۰۱    | ۱۲۸٬۲۵۱    | ۱۹۳٬۵۵۴    | ۱۹۱٬۶۹۴    | ۱۸۳٬۲۵۷    | ۱۷۵٬۸۱۰    | ۱۷۵٬۷۴۱    | ۱۶۷٬۰۹      | ۱٬۰۵۲            | −۴٫۱۰                | ۱۹۰۹                 | زارلاند            |
| ۴۴.  | مولهایم آن در رور | ۱۴۹٬۵۸۹    | ۱۸۳٬۹۷۹    | ۱۹۲٬۱۸۳    | ۱۸۱٬۲۷۹    | ۱۷۷٬۶۸۱    | ۱۷۲٬۸۶۲    | ۱۶۷٬۴۷۱    | ۱۶۷٬۳۴۴    | ۹۱٬۲۹       | ۱٬۸۳۳            | −۳٫۱۹                | ۱۹۰۸                 | نوردراین-وستفالن   |
| ۴۵.  | هرنه              | ۱۱۱٬۵۹۱    | ۱۱۳٬۲۵۲    | ۱۰۳٬۸۴۹    | ۱۸۲٬۵۴۲    | ۱۷۸٬۱۳۲    | ۱۷۴٬۵۲۹    | ۱۶۵٬۶۳۲    | ۱۶۴٬۷۶۲    | ۵۱٬۴۱       | ۳٬۲۰۵            | −۵٫۶۰                | ۱۹۳۳                 | نوردراین-وستفالن   |
| ۴۶.  | لودویگسهافن       | ۱۲۳٬۸۶۹    | ۱۶۴٬۶۵۷    | ۱۷۶٬۲۵۷    | ۱۵۹٬۳۹۹    | ۱۶۲٬۲۳۳    | ۱۶۳٬۳۸۳    | ۱۶۳٬۳۴۰    | ۱۶۴٬۱۷۷    | ۷۷٬۵۵       | ۲٬۱۱۷            | ۰٫۴۹                 | ۱۹۲۱                 | راینلاند فالتس     |
| ۴۷.  | اسنابروک          | ۱۰۹٬۵۳۸    | ۱۳۵٬۸۲۱    | ۱۴۴٬۸۶۴    | ۱۵۷٬۳۶۷    | ۱۶۳٬۱۶۸    | ۱۶۴٬۱۰۱    | ۱۶۳٬۵۱۴    | ۱۶۴٬۱۱۹    | ۱۱۹٬۸۰      | ۱٬۳۷۰            | ۰٫۰۱                 | ۱۹۳۹                 | نیدرزاکسن          |
| ۴۸.  | اولدنبورگ         | ۱۲۲٬۸۰۹    | ۱۲۲٬۳۳۷    | ۱۳۱٬۵۴۵    | ۱۳۶٬۷۶۴    | ۱۴۳٬۱۳۱    | ۱۵۴٬۸۳۲    | ۱۶۱٬۳۳۴    | ۱۶۲٬۱۷۳    | ۱۰۲٬۹۸      | ۱٬۵۷۵            | ۴٫۷۴                 | ۱۹۴۶                 | نیدرزاکسن          |
| ۴۹.  | لورکوزن           | ۶۵٬۵۳۱     | ۹۳٬۹۴۰     | ۱۰۷٬۶۲۶    | ۱۶۰٬۸۲۵    | ۱۶۰٬۹۱۹    | ۱۶۱٬۰۴۷    | ۱۶۰٬۵۹۳    | ۱۶۰٬۷۷۲    | ۷۸٬۸۷       | ۲٬۰۳۸            | −۰٫۱۷                | ۱۹۶۳                 | نوردراین-وستفالن   |
| ۵۰.  | زولینگن           | ۱۴۷٬۸۴۵    | ۱۷۰٬۶۱۹    | ۱۷۷٬۱۲۴    | ۱۶۶٬۰۸۵    | ۱۶۵٬۴۰۱    | ۱۶۴٬۹۷۳    | ۱۶۰٬۹۹۲    | ۱۵۹٬۹۲۷    | ۸۹٬۵۴       | ۱٬۷۸۶            | −۳٫۰۶                | ۱۹۲۹                 | نوردراین-وستفالن   |
| ۵۱.  | پوتسدام           | ۱۱۸٬۱۸۰    | ۱۱۵٬۰۰۴    | ۱۱۱٬۳۳۶    | ۱۳۰٬۹۰۰    | ۱۳۹٬۷۹۴    | ۱۲۹٬۳۲۴    | ۱۵۴٬۶۰۶    | ۱۵۶٬۹۰۶    | ۱۸۷٬۵۳      | ۸۳۷              | ۲۱٫۳۳                | ۱۹۳۹                 | براندنبورگ         |
| ۵۲.  | نویس              | ۶۳٬۴۷۸     | ۹۳٬۶۸۰     | ۱۱۶٬۰۱۳    | ۱۴۹٬۳۳۴    | ۱۴۷٬۰۱۹    | ۱۵۰٬۰۱۳    | ۱۵۱٬۲۸۰    | ۱۵۱٬۳۸۸    | ۹۹٬۵۳       | ۱٬۵۲۱            | ۰٫۹۲                 | ۱۹۶۳                 | نوردراین-وستفالن   |
| ۵۳.  | هایدلبرگ          | ۱۱۶٬۴۸۸    | ۱۲۷٬۵۹۵    | ۱۲۱٬۳۹۸    | ۱۳۳٬۲۲۷    | ۱۳۶٬۷۹۶    | ۱۴۰٬۲۵۹    | ۱۴۶٬۴۶۶    | ۱۴۷٬۳۱۲    | ۱۰۸٬۸۳      | ۱٬۳۵۴            | ۵٫۰۳                 | ۱۹۴۶                 | بادن-وورتمبرگ      |
| ۵۴.  | پادربورن          | ۴۰٬۲۷۰     | ۵۲٬۷۷۳     | ۶۸٬۲۰۷     | ۱۱۰٬۱۵۵    | ۱۲۰٬۶۸۰    | ۱۳۹٬۰۸۴    | ۱۴۵٬۳۲۰    | ۱۴۶٬۲۸۳    | ۱۷۹٬۵۱      | ۸۱۵              | ۵٫۱۸                 | ۱۹۷۵                 | نوردراین-وستفالن   |
| ۵۵.  | دارمشتات          | ۹۴٬۷۸۸     | ۱۳۸٬۷۳۶    | ۱۴۱٬۸۴۷    | ۱۳۸٬۲۰۱    | ۱۳۸٬۹۲۰    | ۱۳۸۲۴۲     | ۱۴۳٬۳۳۲    | ۱۴۴٬۴۰۲    | ۱۲۲٬۰۹      | ۱٬۱۸۳            | ۴٫۴۶                 | ۱۹۳۷                 | هسن                |
| ۵۶.  | رگنسبورگ          | ۱۱۷٬۲۹۱    | ۱۲۳٬۷۵۱    | ۱۳۰٬۸۸۸    | ۱۳۲٬۶۰۴    | ۱۲۱٬۶۹۱    | ۱۲۵٬۶۷۶    | ۱۳۴٬۲۱۸    | ۱۳۵٬۵۲۰    | ۸۰٬۷۰       | ۱٬۶۷۹            | ۷٫۸۳                 | ۱۹۴۰                 | بایرن              |
| ۵۷.  | وورتسبورگ         | ۷۸٬۴۴۳     | ۱۱۵٬۵۴۱    | ۱۱۶٬۳۹۵    | ۱۲۸٬۶۵۲    | ۱۲۷٬۷۷۷    | ۱۲۷٬۹۶۶    | ۱۳۳٬۱۹۵    | ۱۳۳٬۷۹۹    | ۸۷٬۶۳       | ۱٬۵۲۷            | ۴٫۵۶                 | ۱۹۳۲                 | بایرن              |
| ۵۸.  | اینگولشتات        | ۴۰٬۵۲۳     | ۵۲٬۵۴۰     | ۷۰٬۵۹۴     | ۹۰٬۴۹۰     | ۱۰۵٬۴۸۹    | ۱۱۵٬۷۲۲    | ۱۲۴٬۳۸۷    | ۱۲۵٬۰۸۸    | ۱۳۳٬۳۷      | ۹۳۸              | ۸٫۰۹                 | ۱۹۸۹                 | بایرن              |
| ۵۹.  | هایلبرون          | ۶۴٬۶۴۳     | ۸۷٬۲۰۳     | ۱۰۲٬۳۰۰    | ۱۱۱٬۹۳۸    | ۱۱۵٬۸۴۳    | ۱۱۹٬۳۰۵    | ۱۲۲٬۴۱۵    | ۱۲۲٬۸۷۹    | ۹۹٬۸۸       | ۱٬۲۳۰            | ۳٫۰۰                 | ۱۹۷۰                 | بادن-وورتمبرگ      |
| ۶۰.  | اولم (آلمان)      | ۷۱٬۱۳۲     | ۹۰٬۳۸۳     | ۹۳٬۱۵۸     | ۱۰۰٬۶۷۱    | ۱۱۰٬۵۲۹    | ۱۱۷٬۲۳۳    | ۱۲۲٬۰۸۷    | ۱۲۲٬۸۰۱    | ۱۱۸٬۶۹      | ۱٬۰۳۵            | ۴٫۷۵                 | ۱۹۸۰                 | بادن-وورتمبرگ      |
| ۶۱.  | وولفسبورگ         | ۲۵٬۴۲۲     | ۶۲٬۵۷۷     | ۹۰٬۱۱۵     | ۱۲۵٬۹۳۵    | ۱۲۸٬۵۱۰    | ۱۲۱٬۸۰۵    | ۱۲۱٬۱۰۹    | ۱۲۱٬۴۵۱    | ۲۰۴٬۰۵      | ۵۹۵              | −۰٫۲۹                | ۱۹۷۲                 | نیدرزاکسن          |
| ۶۲.  | گوتینگن           | ۷۸٬۶۸۰     | ۷۷٬۷۸۵     | ۱۰۹٬۸۹۲    | ۱۲۹٬۶۵۶    | ۱۲۱٬۸۳۱    | ۱۲۴٬۱۳۲    | ۱۲۱٬۴۵۷    | ۱۲۱٬۰۶۰    | ۱۱۶٬۸۹      | ۱٬۰۳۶            | −۲٫۴۷                | ۱۹۶۴                 | نیدرزاکسن          |
| ۶۳.  | افنباخ آم ماین    | ۸۹٬۰۳۰     | ۱۱۵٬۰۵۱    | ۱۱۸٬۸۴۱    | ۱۱۰٬۹۹۳    | ۱۱۴٬۹۹۲    | ۱۱۷٬۵۳۵    | ۱۱۸٬۷۷۰    | ۱۲۰٬۴۳۵    | ۴۴٬۸۹       | ۲٬۶۸۳            | ۲٫۴۷                 | ۱۹۵۴                 | هسن                |
| ۶۴.  | فورتسهایم         | ۵۴٬۱۴۳     | ۸۱٬۳۷۳     | ۹۱٬۱۰۴     | ۱۰۶٬۵۰۰    | ۱۱۲٬۹۴۴    | ۱۱۷٬۱۵۶    | ۱۱۹٬۷۸۸    | ۱۱۹٬۷۸۱    | ۹۸٬۰۰       | ۱٬۲۲۲            | ۲٫۲۴                 | ۱۹۷۵                 | بادن-وورتمبرگ      |
| ۶۵.  | رکلینگهاوزن       | ۱۰۴٬۷۹۱    | ۱۳۰٬۴۰۵    | ۱۲۵٬۳۶۹    | ۱۱۹٬۴۱۸    | ۱۲۵٬۰۶۰    | ۱۲۴٬۷۸۵    | ۱۱۹٬۰۵۰    | ۱۱۸٬۳۶۵    | ۶۶٬۴۳       | ۱٬۷۸۲            | −۵٫۱۴                | ۱۹۴۹                 | نوردراین-وستفالن   |
| ۶۶.  | بتتروپ            | ۹۳٬۲۶۸     | ۱۱۱٬۲۴۶    | ۱۰۶٬۲۲۵    | ۱۱۴٬۵۷۱    | ۱۱۸٬۹۳۶    | ۱۲۰٬۶۱۱    | ۱۱۷٬۲۴۱    | ۱۱۶٬۷۷۱    | ۱۰۰٬۶۱      | ۱٬۱۶۱            | −۳٫۱۸                | ۱۹۵۳                 | نوردراین-وستفالن   |
| ۶۷.  | فورت              | ۹۹٬۸۹۰     | ۹۸٬۶۱۵     | ۹۴٬۴۱۵     | ۹۹٬۰۸۸     | ۱۰۳٬۳۶۲    | ۱۱۰٬۴۷۷    | ۱۱۴٬۰۴۴    | ۱۱۴٬۶۲۸    | ۶۳٬۳۵       | ۱٬۸۰۹            | ۳٫۷۶                 | ۱۹۵۰                 | بایرن              |
| ۶۸.  | برمرهافن          | ۱۱۴٬۰۷۰    | ۱۴۱٬۰۱۷    | ۱۴۲٬۹۱۹    | ۱۳۸٬۷۲۸    | ۱۳۰٬۴۴۶    | ۱۲۰٬۸۲۲    | ۱۱۴٬۰۳۱    | ۱۱۳٬۳۶۶    | ۹۳٬۸۲       | ۱٬۲۰۸            | −۶٫۱۷                | ۱۹۳۹                 | برمن (ایالت)       |
| ۶۹.  | رویتلینگن         | ۴۵٬۷۳۵     | ۶۶٬۶۵۹     | ۷۹٬۷۰۵     | ۹۵٬۴۵۶     | ۱۰۳٬۶۸۷    | ۱۱۰٬۶۵۰    | ۱۱۲٬۱۳۲    | ۱۱۲٬۴۸۴    | ۸۷٬۰۶       | ۱٬۲۹۲            | ۱٫۶۶                 | ۱۹۸۸                 | بادن-وورتمبرگ      |
| ۷۰.  | رمشاید            | ۱۰۳٬۲۷۶    | ۱۲۵٬۹۱۲    | ۱۳۶٬۸۲۲    | ۱۲۹٬۰۸۲    | ۱۲۳٬۱۵۵    | ۱۱۹٬۲۸۷    | ۱۱۱٬۴۲۲    | ۱۱۰٬۵۶۳    | ۷۴٬۶۰       | ۱٬۴۸۲            | −۷٫۳۱                | ۱۹۲۹                 | نوردراین-وستفالن   |
| ۷۱.  | کوبلنتس           | ۶۶٬۴۴۴     | ۹۷٬۸۶۷     | ۱۲۰٬۰۷۹    | ۱۱۳٬۶۷۶    | ۱۰۸٬۷۳۳    | ۱۰۷٬۹۵۰    | ۱۰۶٬۴۴۵    | ۱۰۶٬۴۱۷    | ۱۰۵٬۰۵      | ۱٬۰۱۳            | −۱٫۴۲                | ۱۹۶۲                 | راینلاند فالتس     |
| ۷۲.  | برگیش گلادباخ     | ۳۲٬۶۸۱     | ۴۱٬۴۰۹     | ۵۰٬۲۲۸     | ۱۰۱٬۴۷۲    | ۱۰۴٬۰۳۷    | ۱۰۵٬۶۹۳    | ۱۰۵٬۶۹۹    | ۱۰۵٬۷۲۳    | ۸۳٬۱۱       | ۱٬۲۷۲            | ۰٫۰۳                 | ۱۹۷۷                 | نوردراین-وستفالن   |
| ۷۳.  | ارلانگن           | ۵۰٬۰۱۱     | ۶۸٬۵۶۹     | ۸۵٬۰۶۱     | ۱۰۱٬۸۴۵    | ۱۰۲۴۴۰     | ۱۰۰٬۷۷۸    | ۱۰۵٬۵۵۴    | ۱۰۵٬۶۲۹    | ۷۶٬۹۵       | ۱٬۳۷۳            | ۴٫۸۱                 | ۱۹۷۴                 | بایرن              |
| ۷۴.  | مئرس              | ۳۴٬۸۳۲     | ۴۵٬۹۰۸     | ۵۳٬۴۱۰     | ۹۹٬۹۲۳     | ۱۰۴٬۵۹۵    | ۱۰۷٬۰۶۲    | ۱۰۵٬۹۲۹    | ۱۰۵٬۵۰۶    | ۶۷٬۶۹       | ۱٬۵۵۹            | −۱٫۴۵                | ۱۹۷۵                 | نوردراین-وستفالن   |
| ۷۵.  | تری‌یر             | ۷۵٬۵۲۶     | ۸۵٬۲۱۰     | ۱۰۳٬۵۹۸    | ۹۵٬۵۳۶     | ۹۷٬۸۳۵     | ۹۹٬۴۱۰     | ۱۰۴٬۵۸۷    | ۱۰۵٬۲۶۰    | ۱۱۷٬۱۳      | ۸۹۹              | ۵٫۸۸                 | ۱۹۶۹                 | راینلاند فالتس     |
| ۷۶.  | ینا               | ۸۰٬۳۰۹     | ۸۱٬۱۹۰     | ۸۸٬۱۳۰     | ۱۰۳٬۷۱۸    | ۱۰۲٬۵۱۸    | ۹۹٬۸۹۳     | ۱۰۴٬۴۴۹    | ۱۰۵٬۱۲۹    | ۱۱۴٬۴۷      | ۹۱۸              | ۵٫۲۴                 | ۱۹۷۵                 | تورینگن            |
| ۷۷.  | زیگن              | ۳۸٬۷۸۷     | ۴۸٬۲۱۰     | ۵۷٬۵۶۳     | ۱۱۲٬۳۲۰    | ۱۰۹٬۱۷۴    | ۱۰۸٬۴۷۶    | ۱۰۳٬۹۸۴    | ۱۰۳٬۴۲۴    | ۱۱۴٬۶۷      | ۹۰۲              | −۴٫۶۶                | ۱۹۷۵                 | نوردراین-وستفالن   |
| ۷۸.  | هیلدسهایم         | ۷۲٬۲۹۲     | ۹۴٬۳۵۲     | ۹۳٬۳۷۳     | ۱۰۲٬۶۱۹    | ۱۰۵٬۲۹۱    | ۱۰۳٬۹۰۹    | ۱۰۲٬۹۰۳    | ۱۰۲٬۷۹۴    | ۹۲٬۱۸       | ۱٬۱۱۵            | −۱٫۰۷                | ۱۹۷۴                 | نیدرزاکسن          |
| ۷۹.  | زالتسگیتر         | ۱۰۰٬۶۶۷    | ۱۰۸٬۸۷۲    | ۱۱۹٬۰۳۱    | ۱۱۳٬۶۰۰    | ۱۱۴٬۳۵۵    | ۱۱۲٬۳۰۲    | ۱۰۳٬۴۴۶    | ۱۰۲٬۳۹۴    | ۲۲۳٬۹۱      | ۴۵۷              | −۸٫۸۲                | ۱۹۴۲                 | نیدرزاکسن          |
| ۸۰.  | کتبوس             | ۶۰٬۸۷۴     | ۶۶٬۸۱۳     | ۸۳٬۴۴۴     | ۱۱۳٬۴۷۹    | ۱۲۵٬۸۹۱    | ۱۰۸٬۴۹۱    | ۱۰۱٬۶۷۱    | ۱۰۲٬۰۹۱    | ۱۶۴٬۲۹      | ۶۲۱              | −۵٫۹۰                | ۱۹۷۶                 | براندنبورگ         |
| ردیف | نام شهر           | جمعیت ۱۹۵۰ | جمعیت ۱۹۶۰ | جمعیت ۱۹۷۰ | جمعیت ۱۹۸۰ | جمعیت ۱۹۹۰ | جمعیت ۲۰۰۰ | جمعیت ۲۰۰۹ | جمعیت ۲۰۱۰ | مساحت [km²] | تراکم به‌ازای km² | رشد [%] (۲۰۰۰– ۲۰۱۰) | پیشی‌گرفتن از ۱۰۰٬۰۰۰ | ایالت (Bundesland) |